# Svartskuldrad glada
Svartskuldrad glada (Elanus axillaris) är en australisk fågel inom ordningen hökfåglar som vanligtvis placeras i familjen hökar. Den är närbesläktad med amerikanska vitstjärtad glada och svartvingad glada i Asien, Afrika och Europa. Beståndet anses vara livskraftigt.

## Utseende
Svartskuldrad glada är en liten rovfågel i grått och vitt, med svarta skuldror. Undersidan är vit med två fläckar på undersidan av vingen, från "vristen" till vingspetsen. Ben och fötter är gula. Bakom det röda ögat syns mörka teckningar som avslutas i en spets.
Fågeln skiljer sig från sympatriska nattgladan genom ansiktsteckningar och vingundersidans utseende, med vit indre del, svart karpalfläck och mörka handpennor. Den är mycket lik nära släktingarna svartvingad glada och vitstjärtad glada är små, men skiljer sig i storlek, proportioner, nyans på ovansidan, karpalfläckens teckning på undersidan och ungfågeldräkten.

## Utbredning och systematik
Fågeln förekommer i öppna skogar och gräsmarker över hela Australien. Den behandlas som monotypisk, det vill säga att den inte delas in i några underarter.

### Släktskap
Svartskuldrad glada anses traditionellt vara närbesläktad med amerikanska arten vitstjärtad glada (E. leucurus) och svartvingad glada (E. caeruleus) i Afrika, Asien och numera även i Europa. Dessa har tidvis behandlats som en och samma art, men skiljer sig i beteende, fjäderdräkt och morfologi. Genetiska studier från 2020 visar att svartskuldrade gladan och svartvingad glada är mycket närbesläktade, där de åtskiljs i mitokondrie-DNA men inte i nukleär DNA.
Svartskuldrade gladans släkte Elanus utgör tillsammans med saxstjärtsgladan (Chelictinia) och pärlgladan (Gampsonyx) systergrupp till alla andra arter i familjen hökar. Genetiska studier visar att de skildes åt redan under tidig miocen, och parat med skillnader i cytologi, morfologi och ekologi rekommenderar författarna till studien att de urskiljs som en egen familj, Elanidae. Hittills har endast Birdlife International följt dessa rekommendationer, medan tongivande International Ornithological Congress och eBird/Clements, liksom svenska Birdlife Sverige, än så länge behåller kladen bland hökarna.

## Levnadssätt
Svartskuldrad glada hittas i jordbruksområden och i utkanten av städer. Där ses den ryttla över gräsmarker på jakt efter föda eller sitta på exponerade grenar och döda träd.

## Status och hot
Arten har ett stort utbredningsområde och tros öka i antal. Internationella naturvårdsunionen IUCN listar den därför som livskraftig (LC).

## Bilder

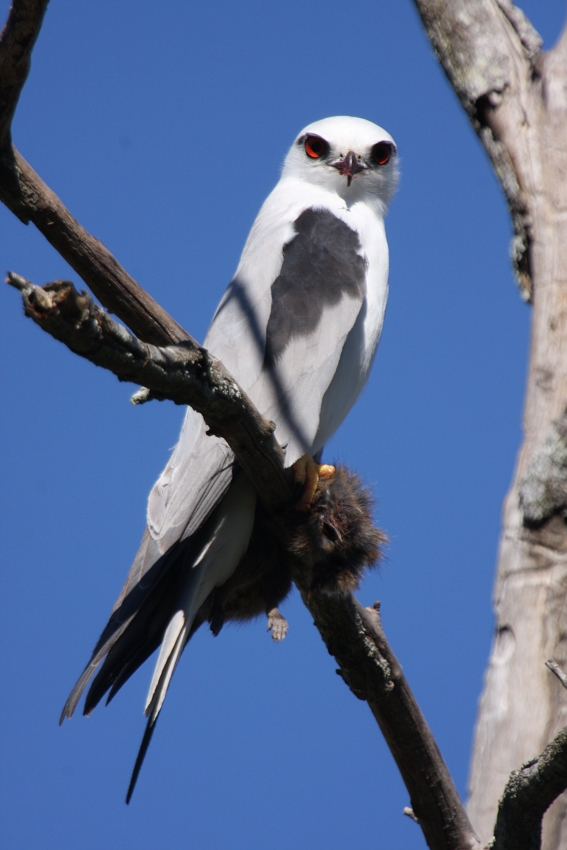
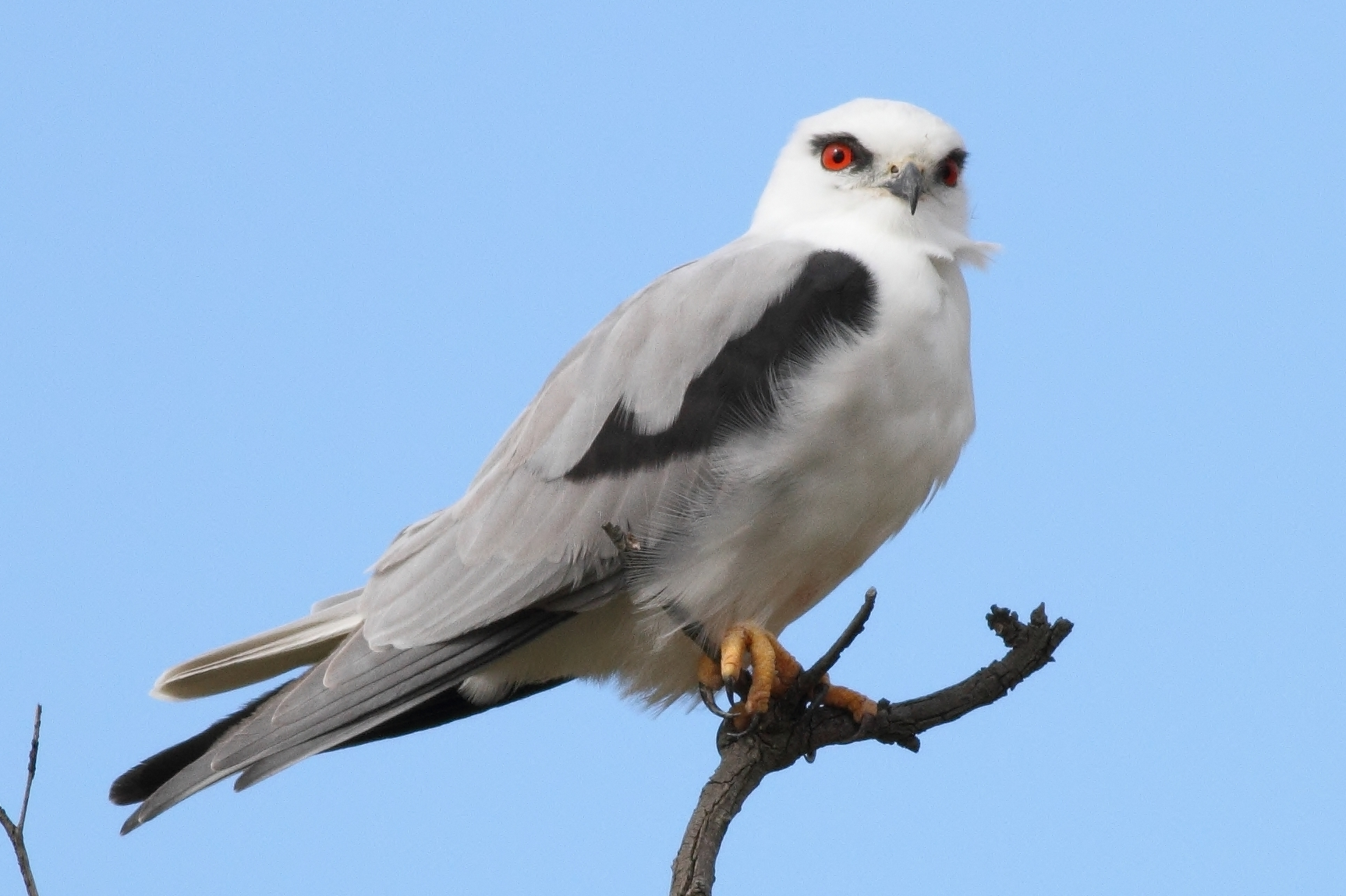
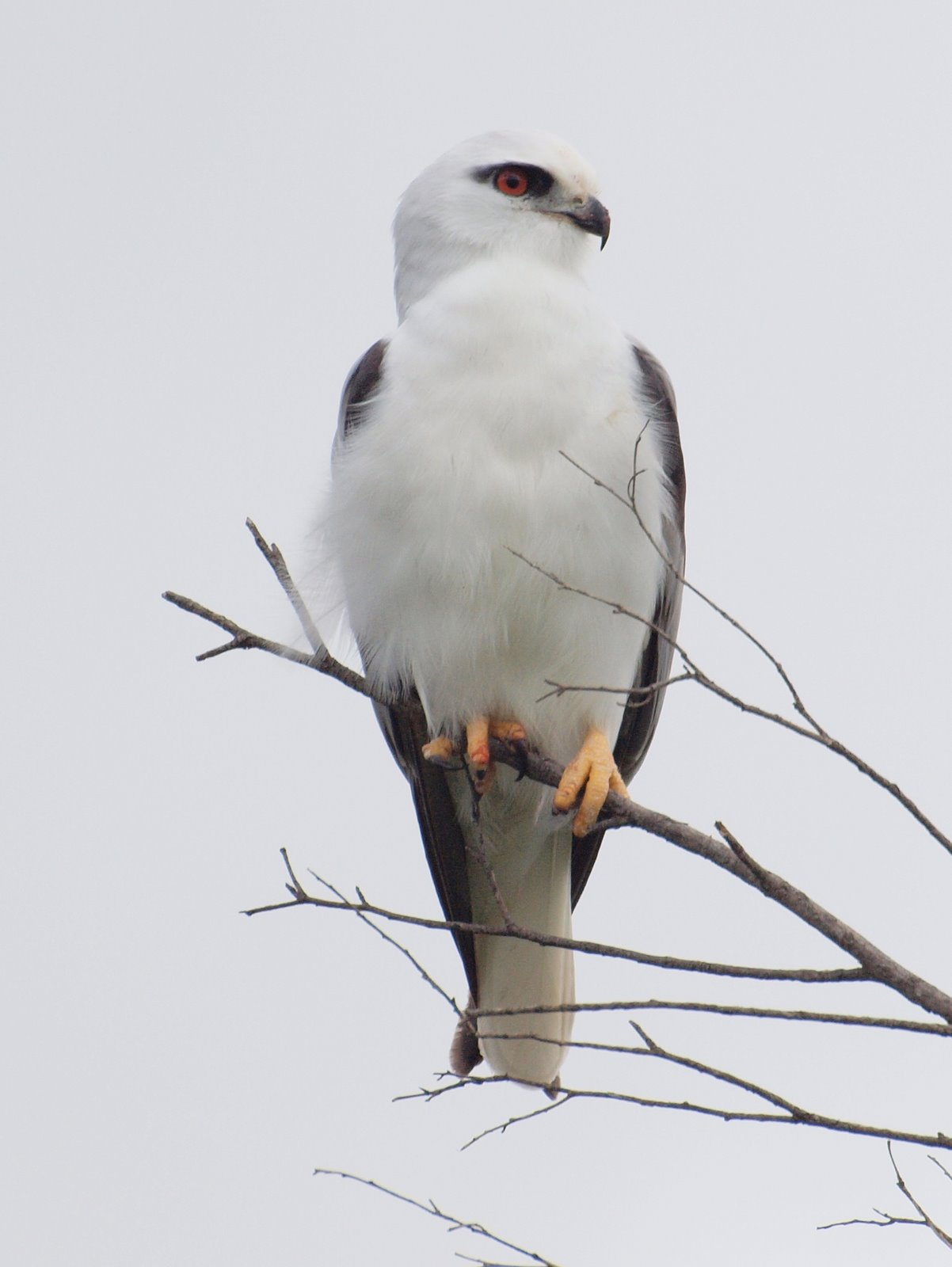